# Fabiu
Fabiu ist ein Kurzfilm beziehungsweise mittellanger Film von Stefan Langthaler, der im Januar 2020 beim Filmfestival Max Ophüls Preis seine Premiere feierte.

## Handlung
Der 80-jährige Rentner Arthur lebt in einer bescheidenen Wiener Gemeindewohnung und pflegt schon seit geraumer Zeit liebevoll seine schwerkranke Ehefrau Martha. Bislang haben ihm dabei nur Krankenschwestern geholfen. Als der neue männliche ungarische Pfleger Fabiu vor der Tür steht, gerät Arthurs Routine ins Wanken, denn in ihm kommen Gefühle hoch, die von tiefer Sehnsucht und unterdrückter Begierde zeugen.

## Produktion
Regie führte Stefan Langthaler, der auch das Drehbuch schrieb.
Kristóf Gellén gibt in der Titelrolle als Fabiu sein Debüt als Schauspieler. Günter Tolar ist in der Rolle des Rentners Arthur zu sehen, Birgit Stimmer spielt Martha.
Die Dreharbeiten fanden in Wien statt. Als Kameramann fungierte Georg Weiss.
Eine erste Vorstellung erfolgte am 21. Januar 2020 beim Filmfestival Max Ophüls Preis. Im Juni 2020 wurde er im Rahmen der digital stattfindenden Diagonale vorgestellt.

## Auszeichnungen
Cleveland International Film Festival 2021
- Nominierung im International Competition
- Honorable Mention / Auszeichnung mit dem Programmer’s Choice Award[3]

Filmfestival Max Ophüls Preis 2020
- Nominierung im Wettbewerb Mittellanger Film
- Nominierung als Bester Schauspielnachwuchs (Kristóf Gellén)

Thomas-Pluch-Drehbuchpreis 2020
- Auszeichnung mit dem Thomas Pluch Preis für kurze oder mittellange Kino-Spielfilme (Stefan Langthaler)[4]